# Adorazione dei pastori (Reni Napoli)
L'Adorazione dei pastori è un dipinto olio su tela (485×350 cm) di Guido Reni databile al 1642 circa e conservato nel coro della chiesa della certosa di San Martino a Napoli.

## Storia e descrizione
Il dipinto fu commissionato dal priore della certosa di San Martino di Napoli, Giovan Battista Pisante, in un'ottica di riammodernamento dell'intero complesso religioso che fu avviato nei primi decenni del Seicento. La commissione avvenne verosimilmente intorno agli ultimi anni '30 del Seicento, tuttavia la tela raggiunse la parete del coro della chiesa solo nel 1642, giacché all'avvenuto decesso di Guido Reni, i suoi eredi spedirono solo successivamente l'opera compiuta.
La tela si innesta entro un apparato decorativo particolarmente prezioso della certosa di San Martino, venendo addirittura collocata nella parete principale del coro. Assieme a questa, infatti, adornano le pareti laterali due coppie di tele: l'Ultima cena (1589) di Paolo Veronese e bottega e la Pasqua degli Ebrei (1639) di Massimo Stanzione, nella parete di destra, mentre la Lavanda dei piedi (1622) di Battistello Caracciolo e la Comunione degli Apostoli di Jusepe de Ribera (1651) insistono in quella di sinistra.
L'opera fu sin dal principio particolarmente apprezzata dai padri certosini, tant'è che fu invano il tentativo da parte degli eredi del pittore bolognese di "riacquistare" la tela, i quali parlarono di un presunto mancato completamento della stesura dei colori.
In un primo momento l'esecuzione della tela fu ritenuta incompiuta, tuttavia studi più moderni hanno ricondotto il Reni a diverse opere realizzate con questa tipologia di stesura cromatica, assegnando nel contempo anche la piena autografia dell'Adorazione di Napoli. Il Malvasia citava nei suoi scritti diverse composizioni di questo soggetto compiute dal Reni nel giro di quegli stessi anni: tra le più notevoli, un'altra versione analoga a quella napoletana, seppur con minime varianti e leggermente più piccola (480×321 cm), è alla National Gallery di Londra.